# Contea di Seocheon
La contea di Seocheon (서천군?, 舒川郡?, Seocheon-gunLR) è una delle suddivisioni della provincia sudcoreana del Chungcheong Meridionale.